# Улица Иосифа Маршака
Улица Маршака (укр. Вулиця Маршака) — улица в Святошинском районе Киева. Проходит от Бучанской улицы до Осенней улицы.

## История
Улица возникла в 1-й половине XX века. Первоначально называлась Лермонтовская, в честь великого русского поэта Михаила Лермонтова (1814—1841).
С 1966 года носила имя советского поэта Самуила Маршака (1887—1964).
В 2022 году была переименована в улицу Иосифа Маршака: двоюродный дядя Самуила — Иосиф Маршак — был известным в Киеве ювелиром

## Галерея

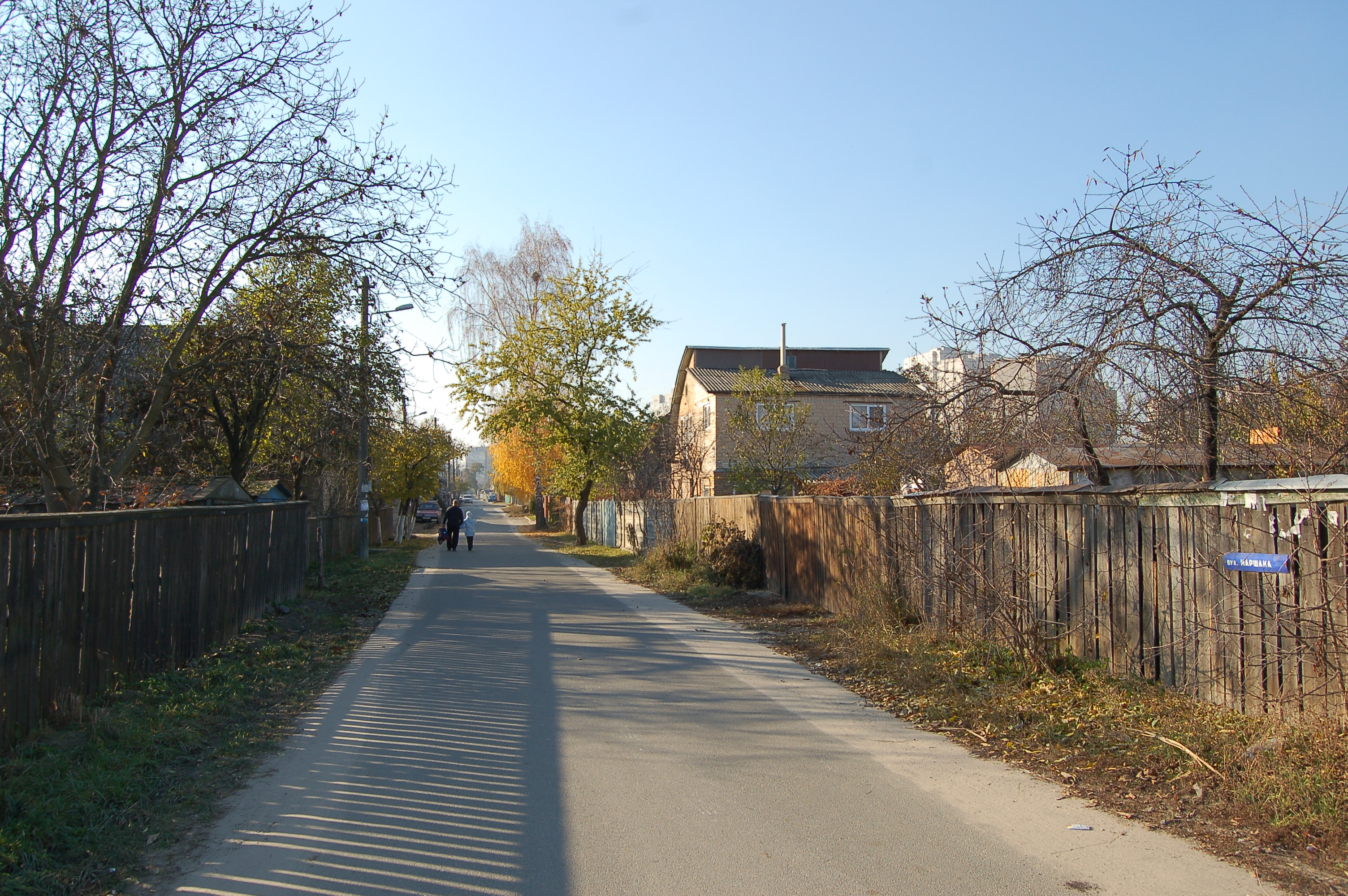
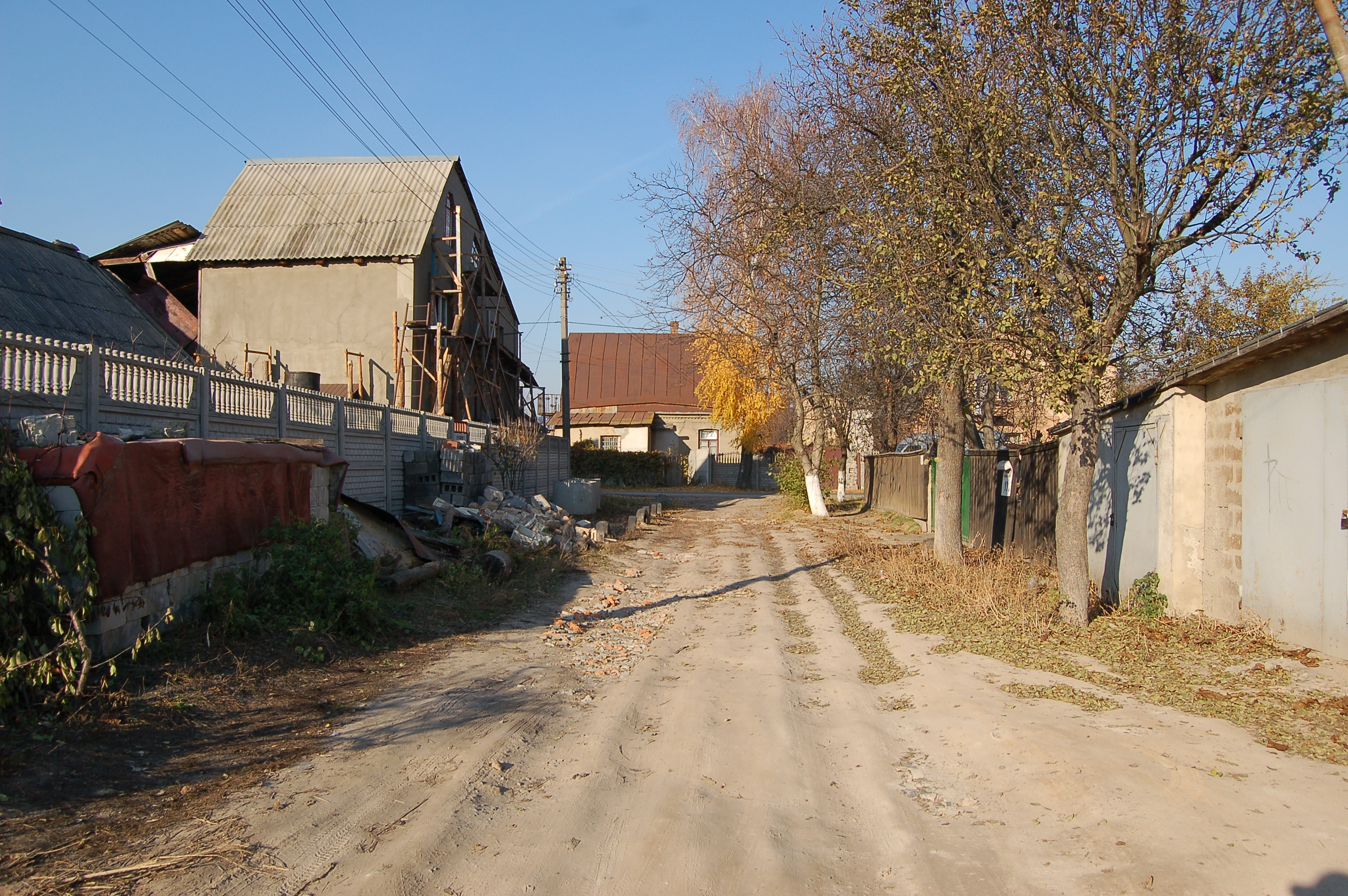
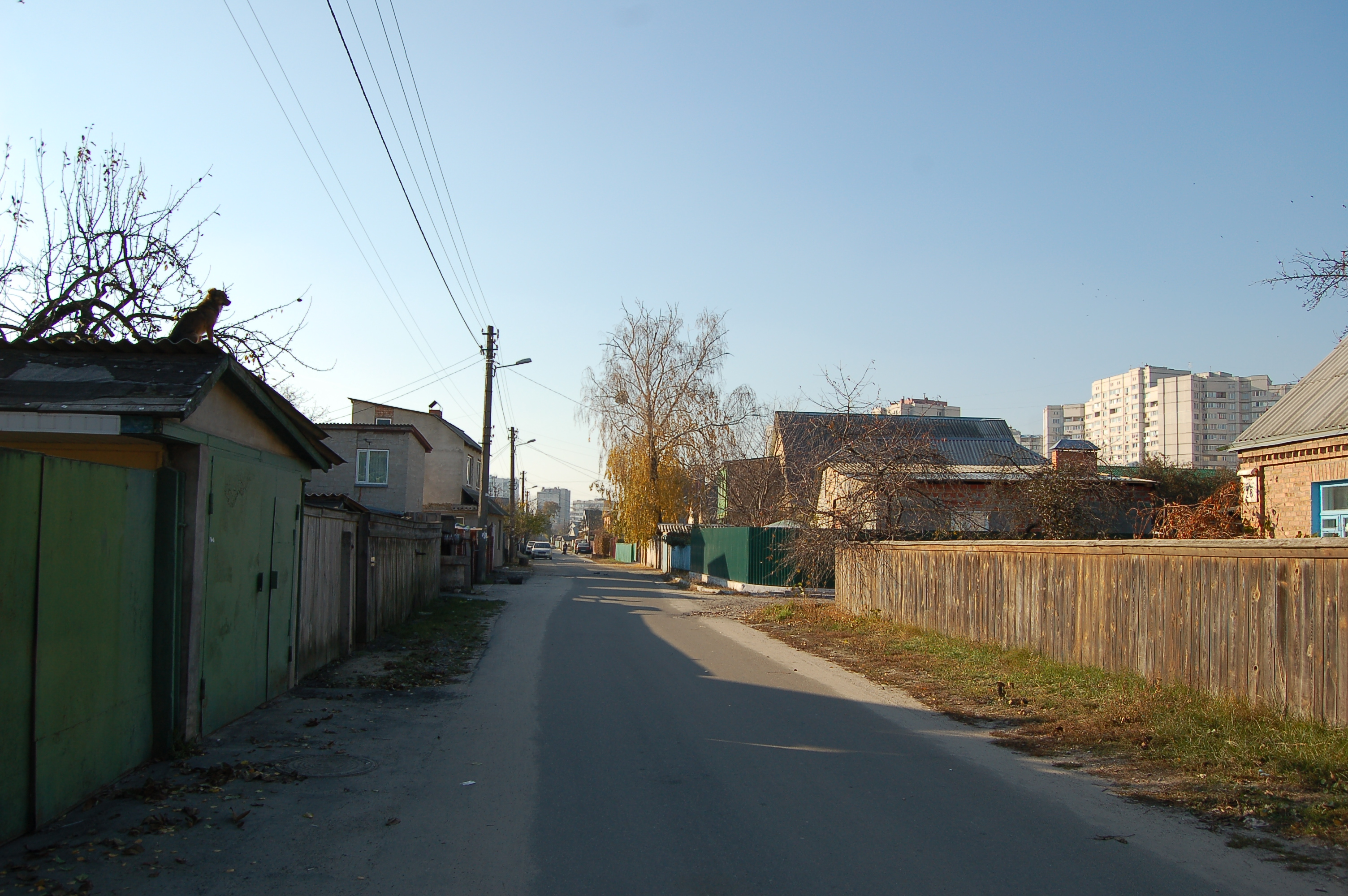
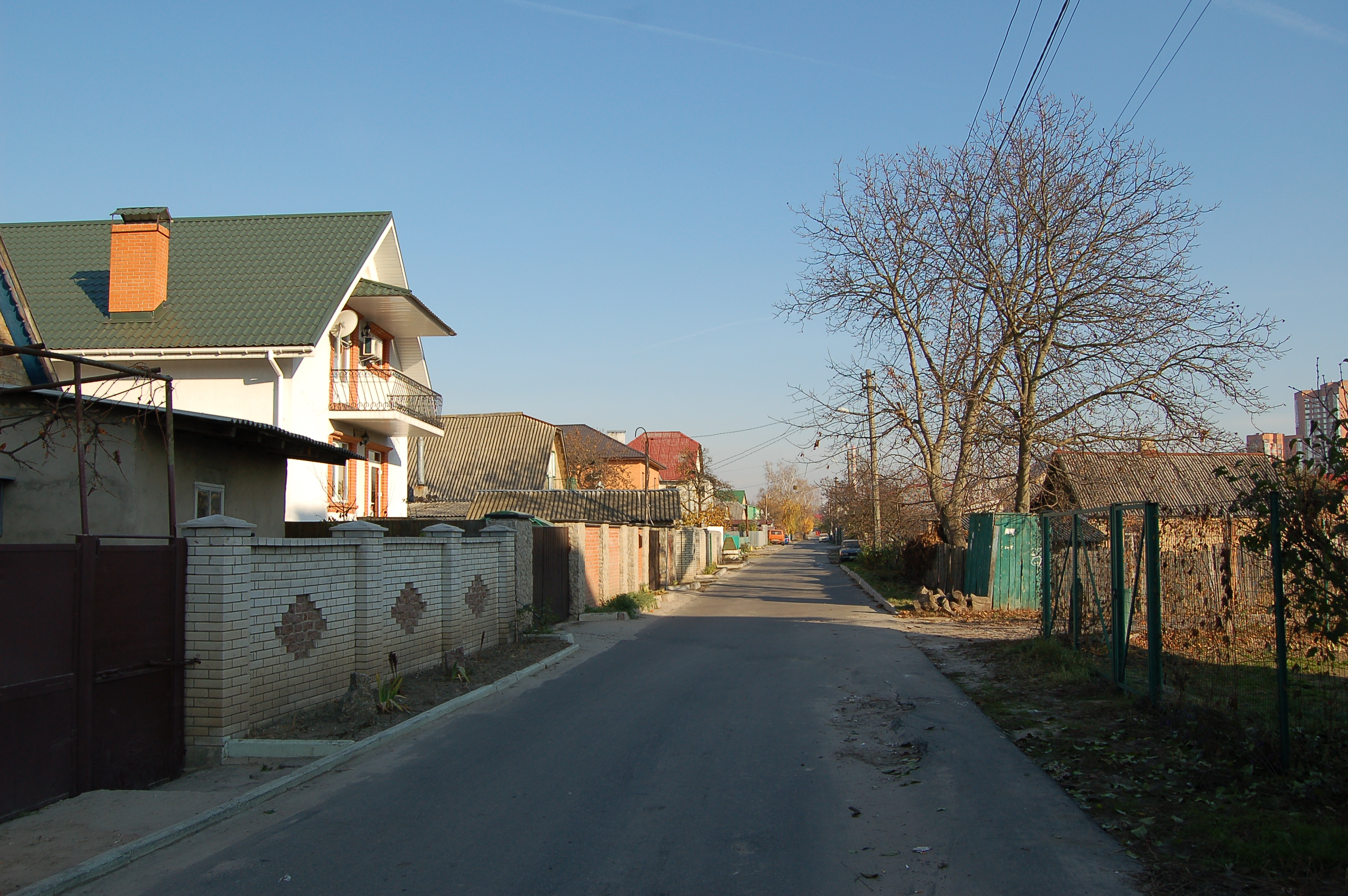